# 小客遗址
小客遗址，位于中国河北省石家庄市小客村，为石家庄市正定县的一个省级文物保护单位，类型为古遗址，公布时间为1982年7月23日。
小客遗址的历史年代为新石器时代龙山文化、商。